# Kulbit
O "Kulbit" (também conhecido como "Frolov's Chakra") é uma acrobacia aérea desenvolvida por pilotos russos. Concerne em fazer um círculo extremamente fechado, muitas vezes do tamanho da própria aeronave. É um exemplo de manobra pós-stall, um tipo de supermanobrabilidade. Como a maioria das acrobacias pós-stall, ele demonstra o controle da aeronave além das condições comuns de voo, no qual a possibilidade de controle é possível por ter controle de fluxo de aerodinâmica com os profundor e estabilizadores. O nome "Kulbit" deriva de Кульбит, que significa “cambalhota”. Como nome alternativo, "Frolov's Chakra", que refere-se ao piloto de testes russo Yevgeni Frolov, que foi o primeiro piloto a fazer essa acrobacia, enquanto "chakra" significa "redemoinho".
A acrobacia diminui drasticamente a velocidade da aeronave e poderia, teoricamente, ser usado para disparar contra o alvo. A manobra está relacionada com a famosa acrobacia aérea "Pugachev's Cobra", mas o Kulbit completa o círculo que nesta é interrompido.

## Aeronaves que possuem capacidade de realizar o "Kulbit"
Segue lista de aeronaves que atualmente podem realizar a acrobacia aérea:
- MiG-29OVT
- Sukhoi Su-35
- Sukhoi Su-37
- Sukhoi Su-30MKI/SM
- Su-47 Berkut
- F-22 Raptor
- PAK-FA